# ميو في الأراضي البعيدة
ميو في الأراضي البعيدة (بالإنجليزية: Mio in the Land of Faraway) هو فيلم مغامرة تم إنتاجه في النرويج والسويد وصدر في سنة 1987. الفيلم من كتابة أستريد ليندغرين. من بطولة كرستوفر لي وكريستيان بيل.

## وصلات خارجية
- ميو في الأراضي البعيدة على موقع IMDb (الإنجليزية)
- ميو في الأراضي البعيدة على موقع روتن توميتوز (الإنجليزية)
- ميو في الأراضي البعيدة على موقع ألو سيني (الفرنسية)
- ميو في الأراضي البعيدة على موقع Turner Classic Movies (الإنجليزية)
- ميو في الأراضي البعيدة على موقع أول موفي (الإنجليزية)
- ميو في الأراضي البعيدة على موقع فيلمافينيتي (الإسبانية)
- ميو في الأراضي البعيدة على موقع قاعدة بيانات الأفلام السويدية (السويدية)
- ميو في الأراضي البعيدة على موقع قاعدة بيانات الفيلم (الإنجليزية)
- ميو في الأراضي البعيدة على موقع ليتربوكسد (الإنجليزية)
- ميو في الأراضي البعيدة على موقع كينوبويسك (الروسية)